# Hate Crime (film, 2013)
Pour plus de détails, voir Fiche technique et Distribution.
Hate Crime est un film d'horreur américain réalisé par James Cullen Bressack, sorti en 2013. Il met en vedettes dans les rôles principaux Jody Barton, Nicholas Adam Clark et Gregory DePetro.

## Synopsis
Un groupe de néonazis fous de méthamphétamine en cristaux envahit la maison d'une famille juive et les soumet à des coups, des viols, des tortures, des incestes et des meurtres.

## Distribution
- Jody Barton : John Buckly Jr./One
- Nicholas Clark : Tyler
- Greg Depetro : Dan
- Debbie Diesel : Lindsey
- Tim Moran : Thomas Middle/Two
- Ian Roberts : Bill Buckly/Three
- Sloane Morgan Siegel : Alex
- Maggie Wagner : Melissa

## Production
En mars 2015, le British Board of Film Classification (BBFC) a refusé de délivrer un certificat au film pour une sortie en vidéo à la demande, déclarant : 
« La Commission a soigneusement réfléchi et conclu que la manière incessante dont [le film] met l'accent sur les sévices physiques et sexuels, aggravés par des invectives racistes, signifie que l’attribution d’une classification à cette œuvre, même si elle est limitée aux adultes, serait incompatible avec les lignes directrices de la Commission, risquerait de causer un préjudice potentiel et serait inacceptable pour l’opinion publique en général. »
James Cullen Bressack a commenté qu'il était « honoré de savoir que [son] esprit est officiellement trop tordu pour le Royaume-Uni ». Bien que certains aient réagi positivement à l’interdiction, qui était le premier (et seulement en 2018) refus complet de certification du BBFC depuis The Bunny Game de 2011, Bressack a déclaré :
« En tant qu'homme juif et victime de la haine antisémite, j’ai fait un film d’horreur qui dépeint la chose même qui hante mes rêves. En tant qu’artiste, je voulais raconter une histoire pour nous rappeler que nous vivons dans un monde dangereux ; un monde où la violence raciale est en hausse. Cela m’attriste d’apprendre que la censure est toujours bien vivante. »

## Réception critique
Hate Crime recueille un score d'audience de 25% sur Rotten Tomatoes.